# Татар-Хабурга
Тата́р-Хабурга́ (укр. Татар-Хабурга, крымскотат. Tatar Qaburğa, Татар Къабургъа) — невысокий хребет в Крымских горах, прикрывающий Коктебельскую долину с севера. Находится на полуострове Крым.

## Общие сведения

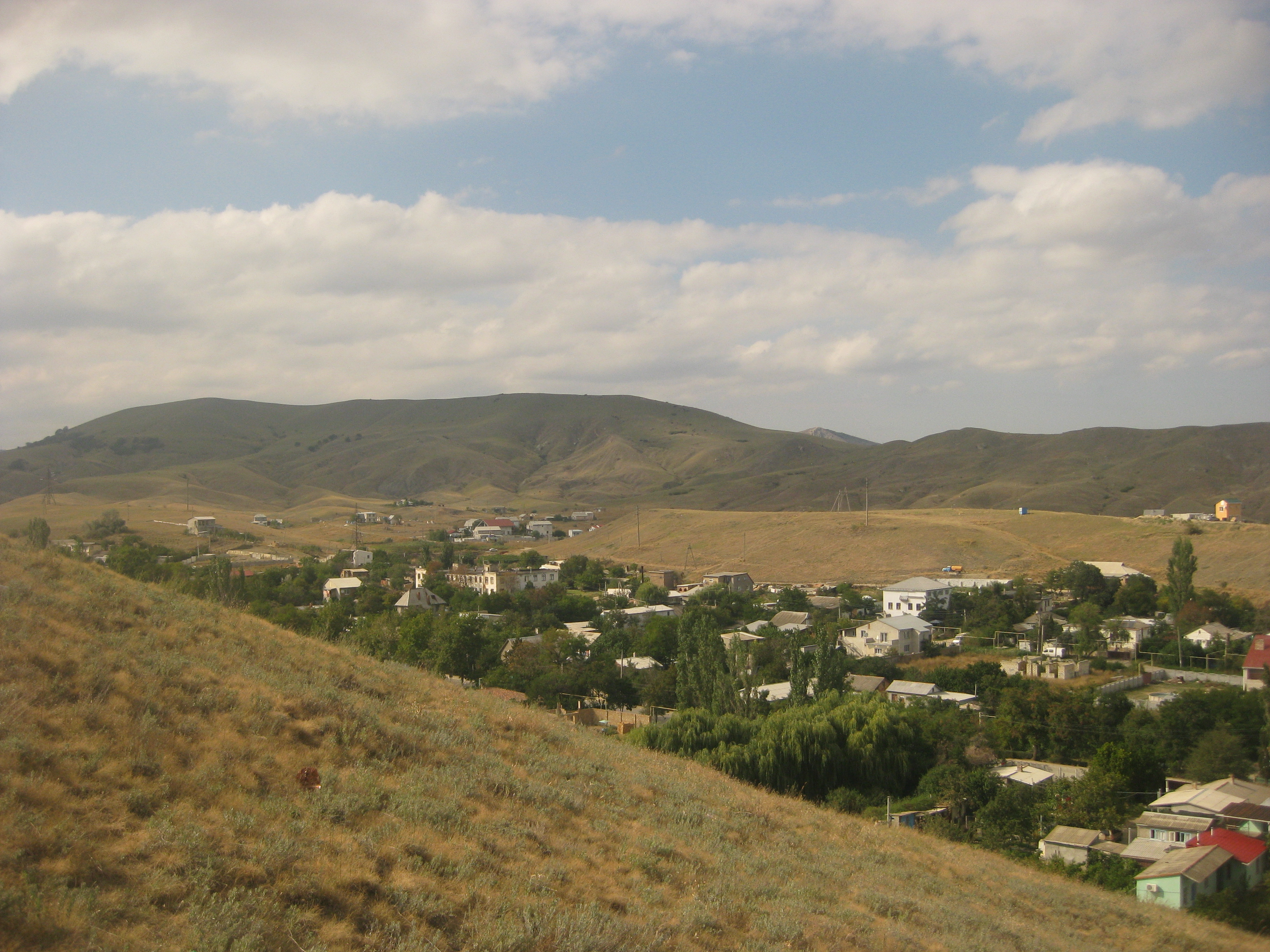
Наивысшая, северная часть хребта

Татар-Хабурга является скалистой горой высотой 236 м. Представляет собой куполообразное тело. Находится на северо-западе от посёлка городского типа Коктебеля. Меньшие вершины Малка 123 м и Эгер-Оба 116 м. Ближайшие города: Феодосия, Старый Крым.
Татар-Хабурга является вулканическим массивом раннеюрского периода. Хребет сложен из темно-серых микродиабазовых порфиритов. Основная масса сложена из мелких лейст плагиоклаза и кварца.
Раньше на южном склоне хребта существовали карьеры, где разрабатывались вулканические породы хребта. Ныне заброшены.
Часто используется для планеризма.